# Vlag van Altweerterheide

Vlag van Altweerterheide

De vlag van Altweerterheide bestaat uit een twee paarse hoeken, met daartussen een witte golvende band. Het wapen staat symbool voor het Midden-Limburgse kerkdorp Altweerterheide.

## Oorsprong
De vlag en het wapen van Altweerterheide bestaan vanaf 1990, ontworpen door Hans van Heijningen op initiatief van de toenmalige pastoor Noordermeer. 
De rechterbovenhoek van het wapen staat symbool voor de stad Weert en de linkerbenedenhoek staat symbool voor Bocholt, dit vanwege de ligging (en het ontstaan) van het dorp Altweerterheide te midden van deze twee plaatsen. De witte band symboliseert de grens en het dorp Altweerterheide dat te midden van deze twee plaatsen is ontstaan.
Het hart (met kruis) in het midden van het wapen staat symbool voor de kern, met als centrale punt de Heilig-Hartkerk. De kleur paars staat symbool voor de heide rondom het dorp, waar ook de voetbal- en carnavalsvereniging hun kleur aan danken. De witte (golvende) schuinbalk symboliseert de beken die het dorp doorkruisen, zoals de Bocholterbeek/Weerterbeek en Tungelroyse beek.
Altweerterheide
· Belfeld
· Bemelen
· Blerick
· Blitterswijck
· Grevenbicht
· Obbicht
· Sittard
· Steyl
· Wijnandsrade